# Гней Сервілій Цепіон (консул 203 року до н. е.)
Гней Серві́лій Цепіо́н (лат. Gnaeus Servilius Caepio; ? — 174 до н. е.) — політичний, державний і військовий діяч Римської республіки, консул 203 року до н. е.

## Біографія
Походив з патриціанського роду Сервіліїв. Ймовірно був сином або онуком Гнея Сервілія Цепіона, консула 253 року до н. е.
213 року до н. е. став членом колегії понтифіків. 207 року до н. е. його було обрано курульним еділом. 205 року до н. е. він став міським претором.
Наприкінці Другої Пунічної війни його було обрано консулом у 203 році до н. е. разом з Гаєм Сервілієм Геміном, його близьким родичем. Існує легенда, що Гней Сервілій мав битву з Ганнібалом, коли той відбував з Італійського півострова до Карфагена, але ймовірно це не є правдою і скоріше за все Гней Сервілій викоріняв зрадників у провінції Бруттії, йому здалися багато місцевих фортець. Обидва консули в сенаті почали атаку на Публія Корнелія Сципіона Африканського, який успішно воював з карфагенським військом в Африці і чий вплив в Римі безупинно зростав. Гней Сервілій вирішив доправити свої війська до Карфагену, навіть встиг їх переправити до Сицилії, але обраний сенатом диктатор Публій Сульпіцій Гальба Максим заборонив це йому і повернув до Італії.
По закінченню війни Гней Сервілій залишився ворогом Ганнібала. У 195 році до н. е. його разом з Марком Клавдієм Марцеллом і Квінтом Теренцієм Куллеоном сенат направив до Карфагену, щоб викрити Ганнібала в антиримському союзі з Антіохом III і домогтися його видачі, як змовника, що готує нову війну. Це посольство не увінчалося повним успіхом тільки через те, що Ганнібал утік до Східного Середземномор'я.
У 192 році до н. е. Гней Сервилий увійшов до складу посольства, відправленого в Елладу «для підтримки в союзниках належного духу» напередодні війни з Антіохом III.
Гней Сервилий Цепіон помер у 174 році до н. е. від чуми під час її епідемії.

## Сім'я
- Син Гней Сервілій Цепіон, консул 169 року до н. е., який у рік смерті батька був претором.